# جواد گنجه‌ای
جواد گنجه‌ای وزیر پست و تلگراف و نماینده مجلس شورای ملی بود.
پسر حاج علی‌نقی گنجه‌ای از مالکان و بازرگانان مشروطه‌خواه آذربایجان بود که در سال ۱۳۰۷ به نمایندگی تبریز در مجلس شورای ملی انتخاب شد و دوازدهم مهر سال بعد در حالی که با درشکه به مجلس می‌رفت بر اثر رم کردن اسبهایش دچار سانحه شد و درگذشت. برادرش مهندس رضا گنجه‌ای نیز روزنامه‌نگار و مدیر و مؤسس نشریهٔ طنز باباشمل بود که در دوران محمدرضا شاه پهلوی وزیر صنایع و معادن شد.
جواد گنجه‌ای در زادگاهش تبریز و در تهران تحصیل کرد و پس از به پایان رساندن تحصیل در مدرسه سن لوئی تهران، در وزارت مالیه استخدام شد. مدتی کفیل (سرپرست) پیشکار مالیه کرمان بود و بعد به ریاست مالیه کردستان و کرمانشاه رسید. با تشکیل وزارت بهداری در سال ۱۳۲۰ مدیرکل مالی این وزارت‌خانه شد.
جواد گنجه‌ای در انتخابات دوره چهاردهم مجلس شورای ملی در سال ۱۳۲۲ نامزد نمایندگی تبریز شد اما با اینکه دولت برای موفقیت او در انتخابات دخالت کرد و دخالتش به محاکمه علی سهیلی نخست‌وزیر و سید محمد تدین وزیر کشور انجامید، در انتخابات ناکام ماند.
گنجه‌ای در دوره پانزدهم توانست به مجلس راه یابد و پس از پایان این دوره در سال ۱۳۲۸ مدتی در کابینه ساعد مراغه‌ای وزیر پست و تلگراف شد اما دوباره در اواخر آن سال به مجلس رفت و دو دوره دیگر نماینده بود. در زمان نخست‌وزیری دکتر مصدق از پشتیبانان او شد و با جبهه‌ملی همکاری کرد. از همین رو پس از کودتای ۲۸ مرداد ۱۳۳۲ دیگر نه به مجلس راه یافت و نه سمت دولتی به او داده شد.